# 三遊亭好太郎
三遊亭 好太郎（さんゆうてい こうたろう、1961年10月24日 - ）は、五代目円楽一門会所属の落語家。熊本県出身。本名∶村上 浩文。出囃子∶『走れコウタロー』。

## 来歴
熊本県立大津産業高等学校出身。
1985年11月、三遊亭好楽に入門し「好太郎」を名乗る。好楽の一番弟子であり、好楽の師匠五代目三遊亭圓楽にとっては初の孫弟子になる。
1989年3月、二ツ目昇進。
1992年10月に三遊亭真楽、三遊亭楽松、三遊亭竜楽、三遊亭良楽、三遊亭愛楽、三遊亭京楽と共に真打昇進。三遊亭鳳楽門下の三遊亭楽松と共に五代目三遊亭圓楽の孫弟子の真打第一号となった。

## 人物
師匠の好楽ならびに好楽の実子の三遊亭円楽 (7代目)とは遠縁ではあるが親戚同士であり、続柄としては好楽とはいとこ違い、円楽 (7代目)とは再従兄弟同士にあたる。（好太郎の父方の祖母と好楽の母親が姉妹である。）
落語は古典落語も行っているが、古典中心の好楽一門では珍しく、自らの新作落語にも重点を置いている。

## 芸歴
- 1985年11月 - 三遊亭好楽に入門、前座名「好太郎」を名乗る。
- 1989年3月 - 二ツ目昇進。
- 1992年10月 - 真打昇進。

## 弟子
二ツ目
- 三遊亭らっ好